# 6420 Riheijyaya
A 6420 Riheijyaya (ideiglenes jelöléssel 1993 XG1) a Naprendszer kisbolygóövében található aszteroida. Kobajasi Takao fedezte fel 1993. december 14-én.